# Tricentrus dubius
Tricentrus dubius är en insektsart som beskrevs av Kato 1960. Tricentrus dubius ingår i släktet Tricentrus och familjen hornstritar. Inga underarter finns listade i Catalogue of Life.